# Siphonodentalium colubridens
Siphonodentalium colubridens är en blötdjursart som först beskrevs av Watson 1879.  Siphonodentalium colubridens ingår i släktet Siphonodentalium och familjen Gadilidae. Inga underarter finns listade i Catalogue of Life.